# Tintovke
Tintovke (znanstveno ime Coprinopsis) so rod gliv iz družine črnivkark (Psathyrellaceae).

## Seznam tintovk Slovenije[2]
- grbasta tintovka (Coprinopsis acuminata)
- strupena tintovka (Coprinopsis alopecia)
- prava tintovka (Coprinopsis atramentaria)
- gnojiščna tintovka (Coprinopsis cinerea)
- bodičastotrosna tintovka (Coprinopsis echinospora)
- nitkasta tintovka (Coprinopsis filamentifera)
- kosmata tintovka (Coprinopsis lagopides)
- plišasta tintovka (Coprinopsis lagopus)
- minljiva tintovka (Coprinopsis marcescibilis)
- poraščena tintovka (Coprinopsis melanthina)
- omamna tintovka (Coprinopsis narcotica)
- snežnobela tintovka (Coprinopsis nivea)
- pisana tintovka (Coprinopsis picacea)
- belkasta tintovka (Coprinopsis pseudonivea)
- rjavoluska tintovka (Coprinopsis romagnesiana)